# محمدآباد (رشتخوار)
محمد‌آباد (رشتخوار)، روستایی از توابع بخش مرکزی شهرستان رشتخوار در استان خراسان رضوی ایران است.

## جمعیت
این روستا در دهستان آستانه قرار دارد و براساس سرشماری مرکز آمار ایران در سال ۱۳۸۵، جمعیت آن ۳٬۹۴۳ نفر (۸۵۶خانوار) بوده‌است.
طبق  آمار به  دست  آمده  تاکنون  نزدیک  به ۲۰۰۰ خانوار  و جعمیتی  نزدیک به ۸۰۰۰ نفر در این  روستا  ساکن هستند 